# 塩野干支郎次
塩野 干支郎次（しおの えとろうじ、1976年9月16日 - ）は日本の漫画家。長野県出身。

## 概要
SFやファンタジー等を題材にコメディからシリアスまで幅広い作風の作品を発表している。複数の出版社・掲載誌における同時連載なども活動の特徴であり、それらの単行本が同日発売となる場合も多く、それにちなんだフェアがたびたび開催されている。
- 2011年5月21日 - 少年画報社『ブロッケンブラッドVII』、講談社『セレスティアルクローズ』第2巻[2]。
- 2011年9月9日 - 少年画報社『ブルームド イン アクション』、講談社『セレスティアルクローズ』第3巻[3]。
- 2012年2月9日 - スクウェア・エニックス『ユーベルブラット』第11巻、少年画報社『ブロッケンブラッドVIII』、講談社『セレスティアルクローズ』第4巻[4][5]。
- 2012年9月25日 - スクウェア・エニックス『ユーベルブラット』第12巻、少年画報社『ブロッケンブラッドIX』、講談社『セレスティアルクローズ』第5巻[6][7]。
- 2013年3月25日 - スクウェア・エニックス『ユーベルブラット』第13巻、講談社『セレスティアルクローズ』第6巻、少年画報社『この人類域のゼルフィー』第1巻、ワニブックス『心剣機装 ムサシデュアル』[8][9]。
- 2013年10月25日 - スクウェア・エニックス『ユーベルブラット』第14巻、講談社『セレスティアルクローズ』第7巻、少年画報社『この人類域のゼルフィー』第2巻[10][11]。
- 2014年3月25日 - 講談社『セレスティアルクローズ』第8巻、少年画報社『この人類域のゼルフィー』第3巻[12][13]
  - 2014年4月25日 - スクウェア・エニックス『ユーベルブラット』第15巻[12][13]。
- 2014年11月25日 - スクウェア・エニックス『ユーベルブラット』第16巻、講談社『セレスティアルクローズ』第9巻、少年画報社『この人類域のゼルフィー』第4巻[14]。

## 作品一覧

### 連載作品
- ウイングドマーメイズ：『月刊ヤングキングアワーズGH』2015年8月号 - 2017年8月号、少年画報社刊、全3巻
- エクストラ・イグジステンス：『コミックガム』連載、ワニブックス刊、単巻
- この人類域のゼルフィー：『月刊ヤングキングアワーズGH』2012年10月号 - 2015年4月号、少年画報社刊、全5巻
- 雑な学舎：『ネメシス』連載、講談社刊、既刊2巻
- 社長、恋人のフリをして私の父に会ってください。：『月刊ヤングキングアワーズGH』2020年6月号 - 2021年8月号、全2巻
- 心剣機装 ムサシデュアル：『コミックガム』掲載、ワニブックス刊、単巻 ※描き下ろし24ページ収録 ISBN 978-4-8470-3864-8
- 人類存亡コクピットガールズ：『月刊ヤングキングアワーズGH』2022年3月号 - 2023年12月号、全20話、全3巻
- セレスティアルクローズ：『月刊少年シリウス』連載、講談社刊、全11巻
- Deep Insanity NIRVANA：『月刊ビッグガンガン』2020年Vol.2 - 2023年Vo.04、スクウェア・エニックス刊、原案：海法紀光・深見真、全6巻
- テレストリアルクローズ：『ネメシス』掲載、講談社刊、『セレスティアルクローズ』の単行本に収録（各巻の巻末に1話ずつ）。
- ネコサス：シックス:『マジキュー・プレミアム』掲載、エンターブレイン刊、単巻
  - ネコサス：シックス［完全版］：ガムコミックスプラス、ワニブックス刊、単巻
- プニプニとサラサラ：『月刊ヤングキングアワーズGH』2018年2月号 - 2019年9月号、少年画報社刊、全18話、全3巻
- ブルームド イン アクション：『チェンジH』→『月刊ヤングキング』掲載、少年画報社刊、単巻
- ブロッケンブラッド シリーズ：各シーズンとも単巻・シリーズ全9巻
  1. ブロッケンブラッド：『ヤングキングアワーズ』掲載→『ヤングキング別冊キングダム』掲載→『ヤングキング』連載、少年画報社刊
  2. ブロッケンブラッドII：『ヤングキング』連載、少年画報社刊
  3. ブロッケンブラッドIII：『ヤングキング』連載、少年画報社刊
  4. ブロッケンブラッドIV：『ヤングキング』→『ヤングキングアワーズ』連載、少年画報社刊
  5. ブロッケンブラッドV：『ヤングキングアワーズ』連載、少年画報社刊
  6. ブロッケンブラッドVI：『ヤングキングアワーズ』連載、少年画報社刊
  7. ブロッケンブラッドVII：『ヤングキングアワーズ』連載、少年画報社刊
  8. ブロッケンブラッドVIII：『ヤングキングアワーズ』→『月刊ヤングキング』連載、少年画報社刊
  9. ブロッケンブラッドIX：『月刊ヤングキング』連載、少年画報社刊
- ユーベルブラット：『ガンガンYG』→『ヤングガンガン』→『増刊ヤングガンガンビッグ』→『月刊ビッグガンガン』連載、スクウェア・エニックス刊、全24巻
  - ユーベルブラットII 死せる王の騎士団：『月刊ビッグガンガン』連載、スクウェア・エニックス刊、既刊2巻（2025年3月25日現在）
- 女神の加護を受けしママのサーガ An Enchanted Mama's Saga：『ヤングキングアワーズGH』2024年8月号 - 、少年画報社刊、既刊1巻（2025年2月17日現在）

### 読切作品
- VAMPIRE WING：『増刊ヤングガンガン』掲載、スクウェア・エニックス刊、シリーズ連作・既出3話（2010年8月28日時点）。

### その他
- 悪役令嬢転生おじさん（アニメ、2025年）第10話のエンドカード[15]